# دئوبا (شهرک)
دئوبا (به لاتین: Deuba) یک منطقهٔ مسکونی در فیجی است که در ویتی لوو واقع شده‌است. دئوبا ۱٬۸۸۱ نفر جمعیت دارد.